# هيدفيغ إليزابيث شارلوت هولشتاين-غوتورب
هيدفيغ إليزابيث شارلوت هولشتاين-غوتورب (22 مارس - 20 يونيو 1818) كانت ملكة السويد والنرويج وعقيلة الملك كارل الثالث عشر والثاني (ملك السويد باسم كارل الثالث عشر وملك النرويج باسم كارل الثاني)؛ كانت أيضًا كاتبة يوميات ومذكرات معروفة وعرفت بفطنتها. عرفت باسمها الكامل المذكور آنفًا، رغم أن اسمها الرسمي كملكة كان شارلوت (شارلوتا).
ولدت في أويتين ابنة لدوق هولشتاين-غوتورب فريدرش أوغست الأول، وأميرة هسن-كاسل أولريكه فريدريكه فيلهلمينه. نشأت في أويتين وتزوجت من ابن عمها كارل دوق سودرمانلاند في ستوكهولم في 7 يوليو 1774 عندما كان عمرها خمسة عشر عامًا، رتب الزواج على يد الملك غوستاف الثالث لضمان وريث عرش السويد وضد اقتراحات حماتها لوفيسا أولريكا البروسية لزواج ابنه المفضل من إحدى قريباتها، لم يتحقق الزواج وقرر الملك إسناد مهمة ضمان وريث العرش لأخيه.

## دوقة ملكية
رآها الملك كارل للمرة الأولى في أويتين عام 1770، ولاحظ مدى جمالها.اوقترح عليها الزواج في عام 1772، وجرت أولى المراسم في فيسمار في 21 يونيو 1774. وصلت إلى السويد في 3 يونيو، ودخلت إلى ستوكهولم بالجندول (قارب طويل ورقيق يستعمل في قنوات المياه) في 7 يونيو. جرت مراسم الزفاف في الليلة نفسها، وتلتها حفلة تنكرية في كونغستراداغوردن، اشتهرت بمدى جمالها، إذ كان مقاس خصرها 48 سم فقط، ومقاس حذائها 31، ولأن زواجها من الملك لم يتم بعد 9 سنوات، كانت هناك آمال بأنها ستضمن وريثًا للعرش.
في يناير 1775، بدت عليها علامات الحمل. تعالت الآمال بأن مسألة وريث العرش قد حلت، وأقيمت الصلوات في الكنائس، لكن سرعان ما تبين أن علامات الحمل تلك لم تكن صحيحة. خبر الحمل المزيف جعل الملك يقرر إتمام زواجه وتوفير وريث للعرش شخصيًا.
حققت نجاحًا على الصعيد الشخصي بشخصيتها المرحة، وأخذت مركزها في البلاط الملكي، إذ كانت تدعى بصورة غير رسمية «الدوقة الصغيرة»، وكان يلاحظ عليها الجمال والحيوية والعفوية. حققت لها تلك الصفات أن تكون مثلًا أعلى معاصر، على النقيض من الملكة الخجولة صوفيا ماغدالينا الدنماركية، كانت «الدوقة لوتا» تملأها الحيوية، وفطنة، ولعوبة، وكانت في نواح كثيرة مركزًا نسويًا في البلاط. قيل عنها: «لا يمكن للمرء أن يتخيل أي شيء أكثر حيوية وابتهاجًا. هي البهجة بذاتها. كمنت مسرتها الكبيرة في اختلاق النكت والعفوية. كم سيكون من الجيد، لو أنها استقدمت تلك العادة لأمتنا التي غارت عليها السوداوية».
شاركت في مسرح الهواة الذي كان جزءًا مهمًا في البلاط الملكي في عهد غوستاف الثالث، ممثلة وراقصة. اعتبر البعض رقصها أمرًا فاضحًا، إذ اعتبرت راقصات الباليه في ذلك العصر عاهرات. بعد تعرضها لانتقادات بأنها والأميرة صوفيا ألبرتينا صرفتا انتباه الملك عن شؤون الدولة من خلال السعي وراء المتعة، نزلت من على خشبة المسرح في عام 1783.
كان زواجها باردًا، وكانت هي وزوجها على السواء يمارسان علاقات خارج نطاق الزواج. أولى كارل عشيقاته انتباهًا أكبر من اهتمامها بها، إذ كان وقت زواجهما في منتصف علاقته بأوغستا فون فيرسين. كانت صداقتها الحميمة مع الكونتيسة صوفي فون فيرسين سببًا بث الشائعات حول ثنائية ميولها الجنسية، والتي سواء كانت صادقة أم لا، تكررت طيلة فترة كونها دوقة ملكية، من قبل كل من فرانسيسكو دي ميراندا في عام 1786 ثم من قبل فريدريكا من بادن، وفي عام 1783 كانت لها علاقة طويلة الأمد مع الكونت كارل بايبر، الذي أشارت إليه بأنه حبيبها في مراسلاتها السرية مع صوفي فون فون فيرسين.
من بين عشاقها المزعومين الكونت أكسل فون فيرسين، الذي زعم كونه عاشق لماري أنطوانيت. لا يعرف متى حدثت علاقة غرامية مع أكسل فون فيرسين؛ ومن المعروف أنها كانت ترغب في استئنافها لدى عودة فيرسين إلى السويد بعد وفاة ماري أنطوانيت، وأن فيرسين رفض ذلك. قيل إن ما حصل بينهما كان مجرد مسألة مؤقتة حدثت أثناء المكوث في قلعة غريبسهولم في صيف عام 1784، كانت أيضًا على علاقة مع شقيق أكسل فون فيرسين الأصغر، الكونت فابيان فون فيرسين، ويفترض أن علاقتها بفابيان فون فيرسين بدأت في أواخر ثمانينيات القرن الثامن عشر، وتوقفت مع زواج فون فيرسين في عام 1797. أشيع في ذلك الوقت أن الحمل، الذي انتهى بالإجهاض في عام 1792 (والذي أشارت إليه هيدفيغ إليزابيث شارلوت كأول حمل حقيقي لها)، كان سببه فابيان فون فيرسين. حظيت الشائعات عن علاقتها خارج نطاق الزواج باهتمام كبير بعد حملها الثاني في سنة 1797، الذي خرجت منه بنت ميتة. في السنة التالية (1798) ولدت ابنًا عاش ستة أيام فقط. في نهاية المطاف، لم تتمكن من إنجاب أطفال أحياء.
لم تكن تبالي بعلاقات زوجها، إذ منحتها فرصة للعيش بحرية أكبر، وعبرت عن إحباطها عندما جعل عدم وجود محبين لزوجها إياه أكثر تركيزًا عليها، مما عرضها لشكوكه واتهاماته: «عندما كان لديه عشيقات، كانت الأمور أفضل، ولكن منذ نفي الأخيرة لأنها سمحت لنفسها بأن تكون سليطة اللسان أمام الملك، ولم يتعرف على واحدة جديدة، زادت طباعه حدّة، وخضعت يوميًا لفورات غضبه بسبب ذلك، والتي كانت تحصل حتى أمام أفراد البلاط. زاد عداؤه لي خلال فترة الشتاء حتى نفذ صبري». هكذا عبرت عن آرائها بشأن الحب والحياة الجنسية. درس غوستاف الثالث بعض رسائل والدته الراحلة برفقة آخرين، إذ تضمنت معلومات عن علاقة حب مزعومة بين والدته، الملكة لويزا أولريكا، والكونت كارل غوستاف تسين، وشكاوى من أدولف فريدريك، ملك السويد بشأن الاهتمام الذي أولاه تسين لعقيلته.

## حياتها كملكة
في عام 1809، تربع الزوجان الدوقان على العرش بعد انقلاب عام 1809. خلال الانقلاب، سمعها شارل دي سوبرنسك تهتف: «لا أريد أن أكون ملكة!»، ثم قالت لاحقًا أنها وجدت من الحرج أن تحل محل أخرى.
عندما تم إعلام زوجها بأنه أصبح الملك، أخبرته أنا ستصبح مستشارته الموثوق بها، ومسؤولة عنه، ولكنها ستبتعد عن شؤون الدولة. عرف عنها أنها كانت تزوره في غرفة نومه كل صباح أثناء فترة حكمه للتحدث معه. توّجت مع الملك في 29 يونيو 1809. وصفت عند تتويجها بأنها كريمة وحنونة لم تفقد حيويتها المعتادة وسرورها.
رغم إنكارها الشخصي للموضوع، اعتقد معاصروها أن الملكة مارست نفوذًا سياسيًا كبيرًا. أقامت الملكة هيدفيغ إليزابيث شارلوت صالونًا، أسمته «الطاولة الخضراء»، ناقشت فيه النساء الأمور السياسية أثناء الخياطة.
شعرت بالتعاطف مع الملكة السابقة فريدريكا من بادن، وزارتها في مكان إقامتها الجبرية. عملت من أجل إطلاق سراح العائلة المالكة السابقة. سمح للملك السابق بالاجتماع مجددًا بزوجته وأولاده، الذين وضعوا في بادئ الأمر منفصلين تحت الإقامة الجبرية.
خلال المفاوضات المتعلقة بالخلافة على العرش، أيدت الحزب الغوستافي، الذي رغب في الاعتراف بابن الملك المخلوع، ولي العهد السابق غوستاف، وريثًا للعرش. خلال مأدبة عشاء، أخبرها الجنرال بارون جورج أدلرسبار بأن جان بابتيست برنادوت قد سأله عما إذا كانت لدى زوجها (كارل الثالث عشر) أية مشكلة، وأبدى اهتمامًا لدى معرفة بأنه فعلًا ليست لديه مشكلة. لدى إدراكها أن للعرش وريث وهو ابن الملك المخلوع، ذكر أدلرسبار أن أيًا من المحرضين على الانقلاب لن يقبل ذلك خشية انتقام الابن لوالده في حال أصبح ملكًا، وأنهم سيتمادون في الحيلولة دون ذلك إلى حد تناول الإشاعة القديمة بأن الملك المخلوع هو في الواقع الابن غير الشرعي للملكة صوفيا ماغدالينا والكونت أدولف فريدريك مونك أفولكيلا.